# Dendermonde
Dendermonde er en belgisk kommune og by i provinsen Østflandern i Flandern. Den havde i 2020 godt 45.800 indbyggere fordelt på 55.67 km².